# Jänschwalde-Ost
Jänschwalde-Ost, niedersorbisch Janšojce-Pódzajtšo, ist ein Ortsteil der amtsangehörigen Gemeinde Jänschwalde im Landkreis Spree-Neiße in Brandenburg.

## Lage
Jänschwalde-Ost liegt in der Niederlausitz, etwa zwölf Kilometer nordöstlich von Peitz und 18 Kilometer südwestlich der Stadt Guben. Umliegende Ortschaften sind die Schenkendöberner Ortsteile Grabko und Kerkwitz im Nordosten und Taubendorf im Osten, Grießen im Südosten, Jänschwalde-Kolonie und Jänschwalde-Dorf im Südwesten sowie Drewitz im Nordwesten. Jänschwalde-Ost zählt zum amtlichen Siedlungsgebiet der Sorben/Wenden, hatte allerdings historisch bedingt nie sorbische Einwohner.
Unmittelbar südlich von Jänschwalde-Ost verläuft die Bundesstraße 97 von Cottbus nach Guben, nördlich verläuft die Bahnstrecke Cottbus–Guben. Nördlich des Ortes befindet sich der Flughafen Cottbus-Drewitz.
Jänschwalde-Ost ist Teil des Lausitzer Braunkohlereviers. Unmittelbar südlich grenzt der Ort an den Braunkohletagebau Jänschwalde, das ehemalige südlich gelegene Nachbardorf Horno wurde 2005 devastiert.

## Geschichte
Die Plattenbausiedlung Jänschwalde-Ost entstand ab 1952 als Wohnsiedlung für die auf dem nahegelegenen Militärflughafen Cottbus-Drewitz stationierten Berufssoldaten der Nationalen Volksarmee. Der Ortsname bezieht sich auf die Lage der Siedlung. 1955 wurde der Ort mit einem Bahnhof an die Bahnstrecke Cottbus–Guben angebunden, im folgenden Jahr wurde mit dem Bau einer Polytechnischen Oberschule begonnen, diese wurde im Januar 1958 eröffnet und trug ab 1960 den Namen Max-Malinsky-Oberschule.
Nach der Wende wurden die Gebäude zunächst von der Bundeswehr unterhalten, nach dem Ende der militärischen Nutzung der Kaserne am 31. Dezember 1995 wurden die Gebäude von der Bundesanstalt für Immobilienaufgaben übernommen. Zu diesem Zeitpunkt lebten etwa 1.500 Soldaten mit ihren Familien im Ort, durch Wegzüge brach die Einwohnerzahl in Jänschwalde-Ost ein. Im Sommer 1999 musste die Gesamtschule wegen zu geringer Schülerzahl schließen. Heute gibt es in Jänschwalde-Ost einen Kindergarten und eine Grundschule, die jeweils das Witaj-Programm anbieten.
Jänschwalde-Ost gehörte zunächst als Ortsteil zur Gemeinde Jänschwalde und lag im Kreis Guben im Bezirk Cottbus. Nach der Wende lag die Siedlung zunächst im Landkreis Guben in Brandenburg, dort schloss sie sich am 28. Dezember 1992 als Teil der Gemeinde Jänschwalde dem Amt Jänschwalde an. Seit der Kreisreform im Dezember 1993 gehört Jänschwalde-Ost zum Landkreis Spree-Neiße. Am 26. Oktober 2003 entstand aus der Zusammenlegung von Jänschwalde, Drewitz und Grießen die neue Gemeinde Jänschwalde. Seitdem wird der Ort vom Amt Peitz verwaltet.